# Saint-Thierry
Saint-Thierry ist eine französische Gemeinde mit 603 Einwohnern (Stand: 1. Januar 2022) im Département Marne in der Region Grand Est. Sie gehört zum Arrondissement Reims und ist Mitglied im Gemeindeverband Communauté urbaine du Grand Reims. Die Bewohner werden Théodoriciens und Théodoriciennes genannt.

## Geografie

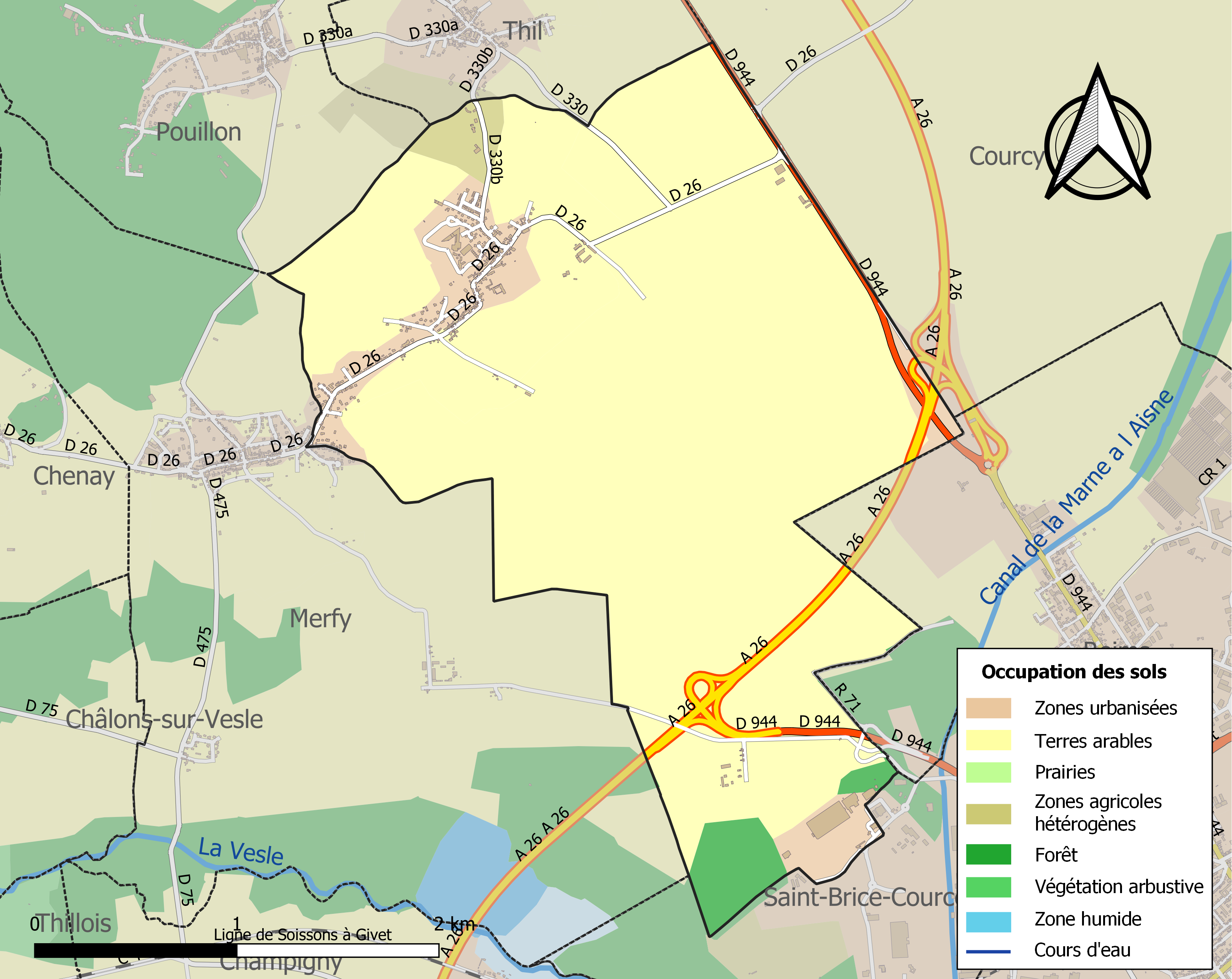
Bodennutzung, Hydrografie und Infrastruktur der Gemeinde (2018)

Saint-Thierry liegt etwa 7 Kilometer nordnordwestlich von Reims im Norden der historischen Provinz Champagne. Das Zentrum der Gemeinde liegt erhöht auf etwa 140 m, nach Süden hin fällt das Gelände bis auf 72 m Höhe ab.
Ein Teil des Gebiets von Saint-Thierry gehört zur ZNIEFF-Naturzone „Vallée de la Vesle de Livry-Louvercy à Courlandon“ (210000726). Etwa 89 % der Fläche der Gemeinde werden landwirtschaftlich genutzt, der Anteil an bebauten Flächen beträgt etwa 6 %, etwa 3 % sind bewaldet, insbesondere im Norden und im Süden der Gemeinde (Stand: 2018).
Umgeben wird Saint-Thierry von den Nachbargemeinden Thil im Norden, Courcy im Nordosten und Osten, Reims im Südosten, Saint-Brice-Courcelles im Süden, Merfy im Westen sowie Pouillon im Nordwesten.

## Bevölkerungsentwicklung
| Jahr                       | 1962 | 1968 | 1975 | 1982 | 1990 | 1999 | 2006 | 2013 | 2020 |
| Einwohner                  | 346  | 430  | 525  | 578  | 550  | 572  | 610  | 625  | 611  |
| Quellen: Cassini und INSEE |      |      |      |      |      |      |      |      |      |

## Sehenswürdigkeiten
- Kirche Saint-Hilaire aus dem 12. Jahrhundert, seit 1921 als Monument historique klassifiziert
- Reste eines späteren Benediktinerklosters, der Abtei Saint-Thierry, auf dem Mont d’Or (auch: Mont d’Hor) bereits im 5./6. Jahrhundert gegründet, und eines Schlosses, seit 1926 in Teilen als Monument historique klassifiziert, seit 1932 in weiteren Teilen klassifiziert

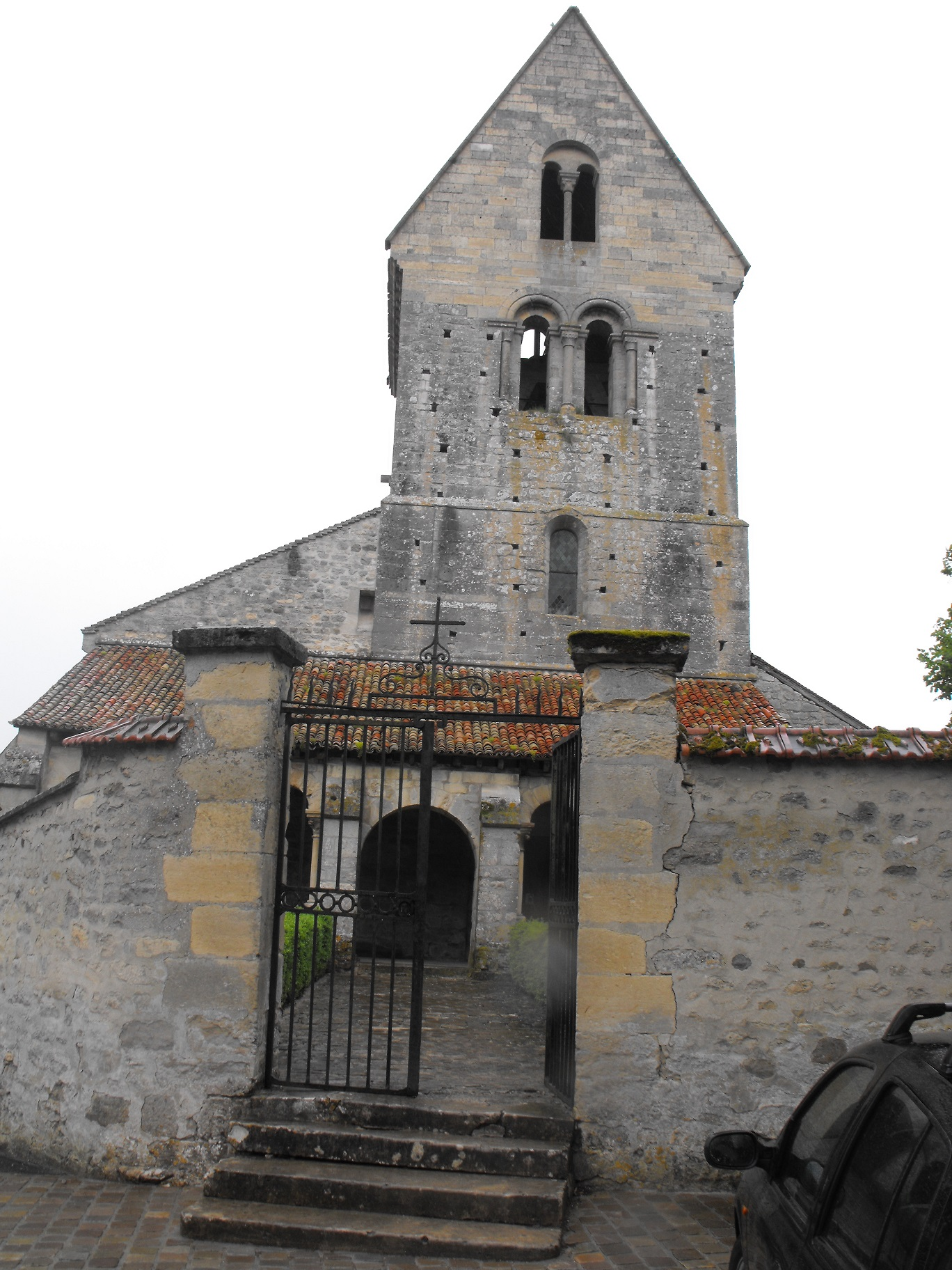
Kirche Saint-Hilaire
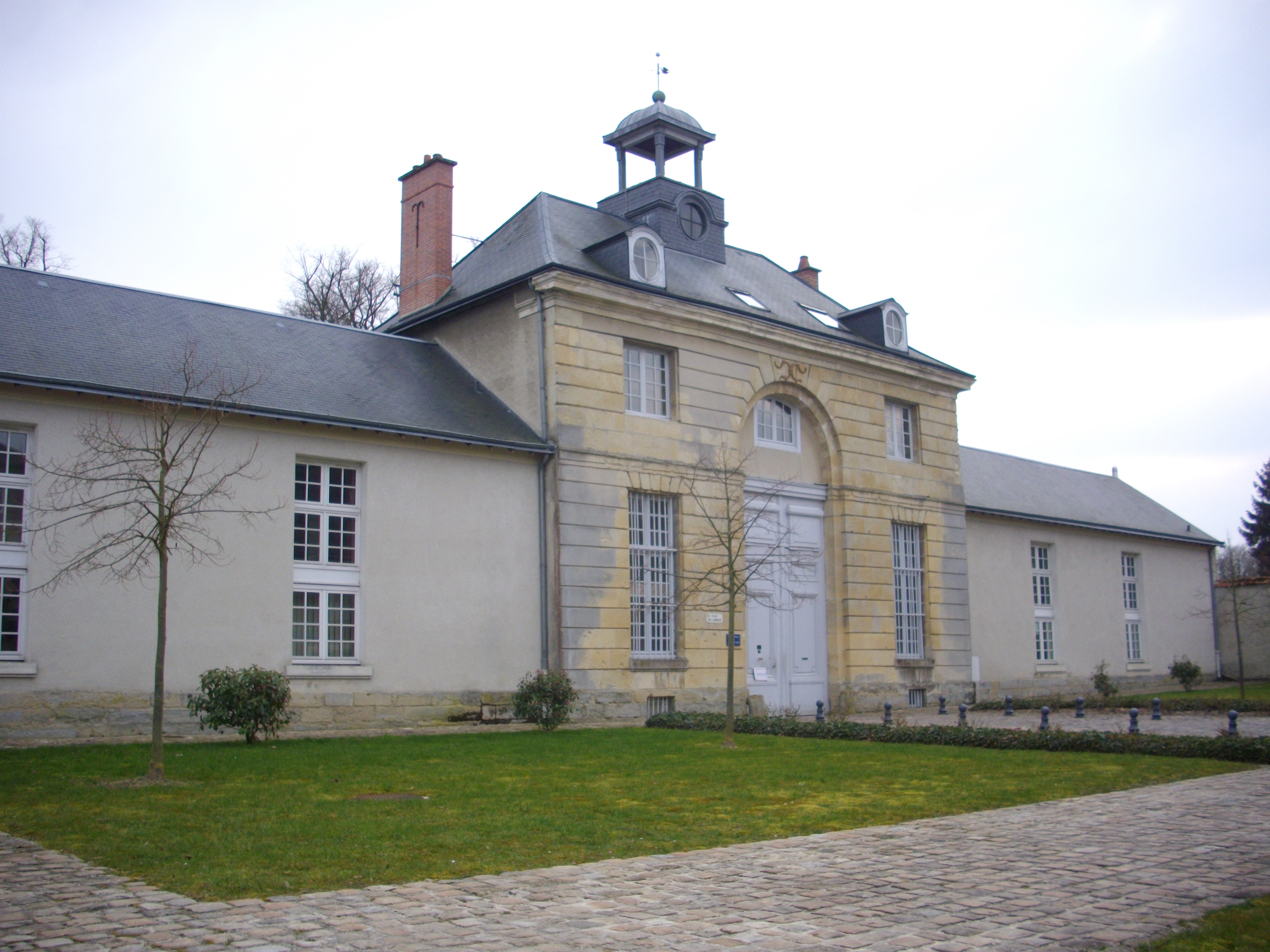
Eingang zur Abtei Saint-Thierry
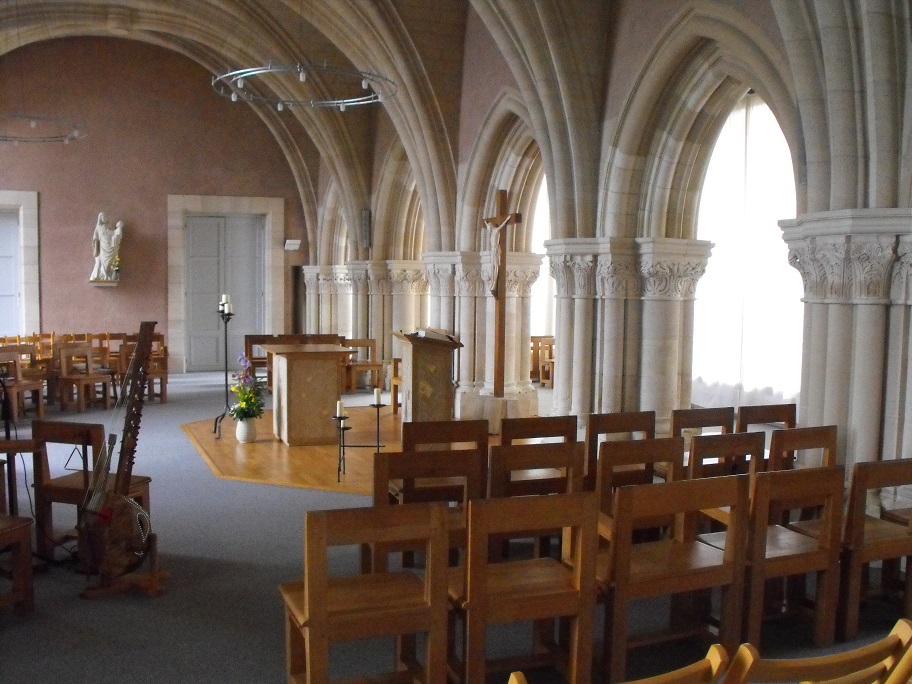
Ehemaliger Kapitelsaal

## Verkehr
Die Autoroute A 26, genannt „Autoroute des Anglais“, von Calais nach Troyes über Reims durchquert das südliche Gemeindegebiet mit zwei Anschlussstellen. Die Departementsstraße D 944, die ehemalige Route nationale 44, von Cambrai nach Vitry-le-François wird an der nordöstlichen Gemeindegrenze entlanggeführt. Die Departementsstraße D 944T zweigt von der Autoroute A 26 ab und bildet in der Folge die Nordumfahrung von Reims. Die nachgeordnete D 26 führt von Zentrum der Gemeinde nach Marfy im Westen und nach Courcy im Osten, die D 330B nach Thil im Norden.
Eine Buslinie der Transportgesellschaft Champagne Mobilités verbindet die Gemeinde mit Cormicy und mit Reims.

## Persönlichkeiten
- Theoderich von Reims (gestorben um 533), Gründer des Klosters
- Wilhelm von Saint-Thierry (1075/1080–1148), Abt des Klosters von Saint-Thierry, Kirchenschriftsteller